# Pseudotimmiella pocsii
Pseudotimmiella pocsii là một loài rêu trong họ Diphysciaceae. Loài này được Bizot mô tả khoa học đầu tiên năm 1980.